# ラードゥシキン
ラードゥシキン（ロシア語: Ла́душкин, ラテン文字転写: Ladushkin）は、ロシア西部飛び地のカリーニングラード州西部にある町。人口は3,666人（2021年）。
1945年以前はドイツ領東プロイセンに属し、ドイツ語でルートヴィヒスオルト（Ludwigsort, リトアニア語: Liudvigsortas, ポーランド語: Ludwinów）といった。州都カリーニングラードとポーランド国境の間にあり、ヴィストゥラ潟の近くに位置する。バグラチオノフスク地区に属する。

## 歴史
1314年、ヴィストゥラ潟の浜辺から遠くなく、ヴィストゥラ潟の海上交通を支配するドイツ騎士団の城塞バルガ城からも近い場所に、ルートヴィヒスオルト（Ludwigsort、「ルートヴィヒの地」）の町が作られた。市章となっているオークの大木は現在まで市内に残っており、キリスト教以前のプルーセン人の宗教で崇拝されていたものとみられる。
1945年、東プロイセン攻勢の終盤に赤軍がこの地を最終的に占領し、バルガ城など多くの史跡や街が破壊された。東プロイセンの北部がソビエト連邦の一部となった後はカリーニングラード州の一部となり、1946年に市となりラードゥシキン市と改名された。新たな町の名は、この近くのハイリゲンバイル（現在のマモノヴォ）で起きたハイリゲンバイル包囲戦で戦死しソ連邦英雄となったイヴァン・ラードゥシキンの名にちなむ。